# Wendelstein 7-X

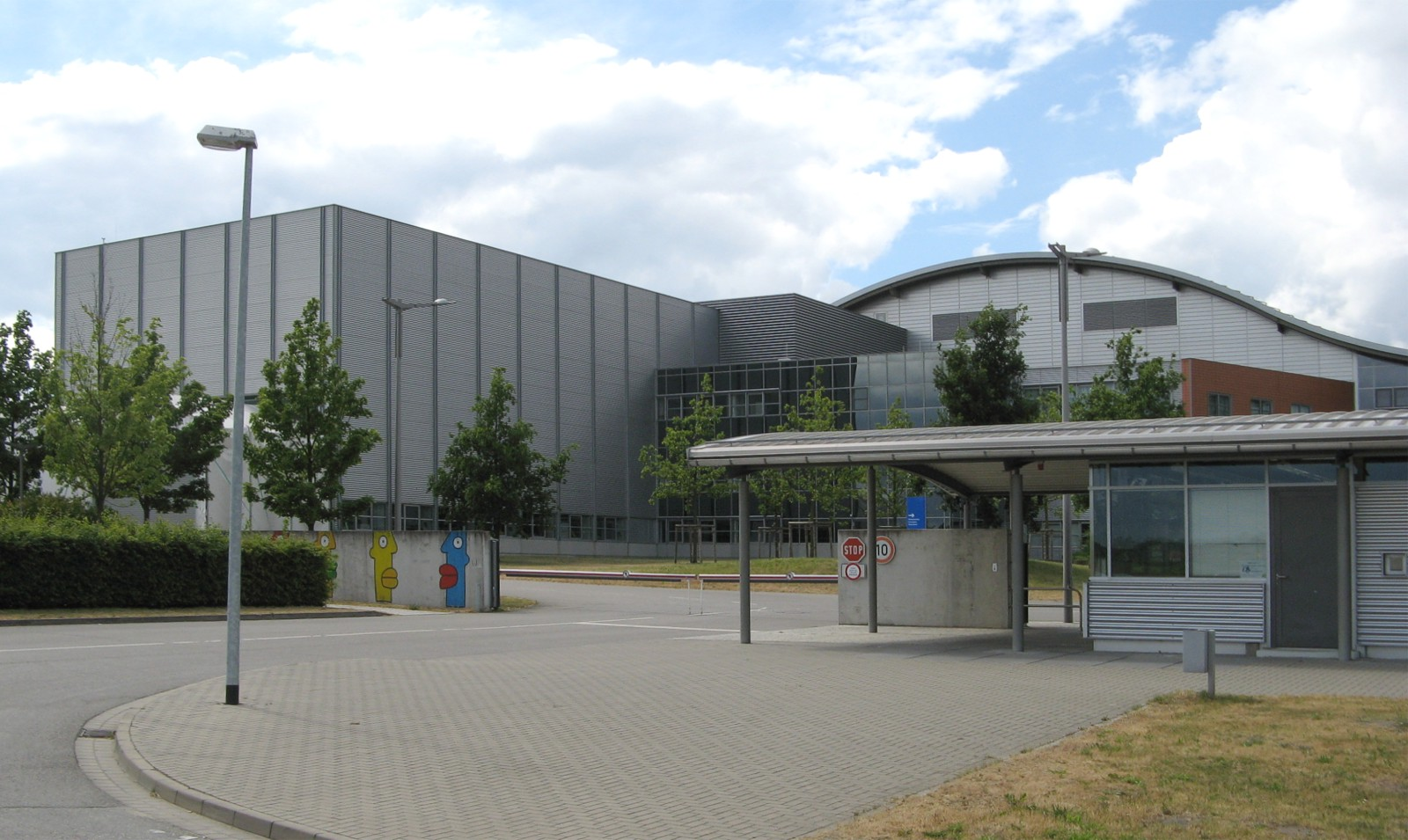
В'їзд в дослідницький комплекс W7-X в Грайфсвальді. Ліворуч видно експериментальний зал.

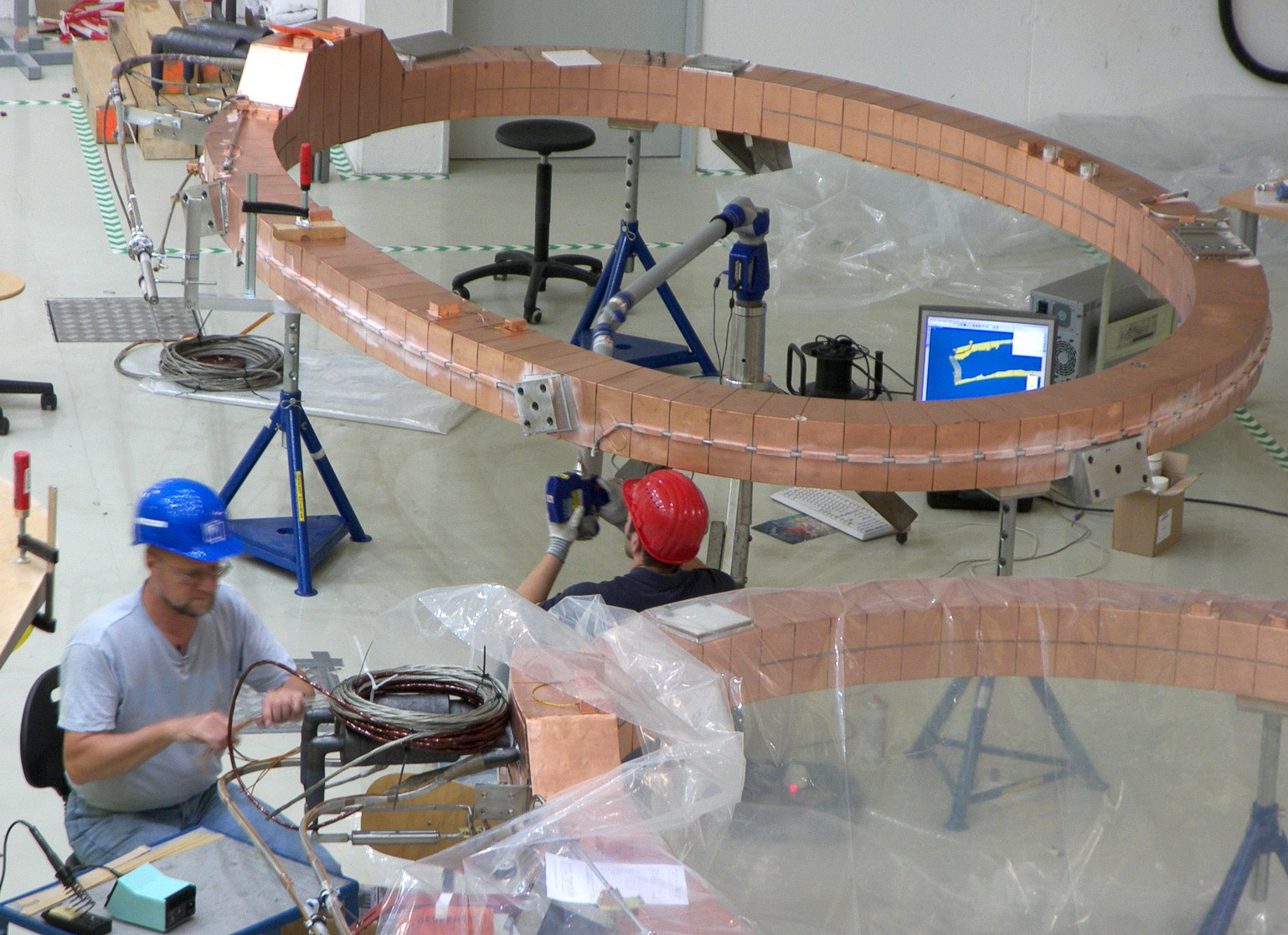
Надпровідні кабелі живлення прикріплюються до однієї з 20 надпровідних планарних обмоток.

Термоядерна реакція злиття ядер дейтерію та тритію.

54°04′23″ пн. ш. 13°25′25″ сх. д. / 54.07301389° пн. ш. 13.42351667° сх. д.
Wendelstein 7-X (W7-X) — експериментальний термоядерний реактор типу стеларатор. Збудований в травні 2014 року в місті Грайфсвальд, що в Німеччині. На момент будівництва був найбільшим реактором цього типу. Побудований для дослідження і вдосконалення технологій заради майбутнього будівництва промислових термоядерних реакторів типу стеларатор.
3 лютого 2016 року було запущено реактор із водневою плазмою.

## Принцип дії
Попередником Wendelstein 7-X була експлуатована з 1988 по 2002 рік установка Wendelstein 7-AS.
Метою дослідження є вироблення енергії на реакції злиття атомних ядер, подібна реакція, що відбувається на Сонці. Щоб відбулася реакція, плазма з суміші ізотопів водню дейтерію і тритію повинна бути розігріта до температур понад 100 млн °C при концентрації іонів більшій за 1020 m−3. Необхідна для цього ізоляція плазми досягається укладенням плазми в магнітне поле, для чого використовується сила Лоренца.
Починаючи з 1950-х років експерименти по магнітному утриманню плазми проводилися за принципом токамака тороїдальної форми. На відміну від токамака стелларатор не має азимутальної симетрії.
Метою Wendelstein 7-X є дослідження можливостей цього типу реакторів. За допомогою 30-хвилинних запусків будуть досліджуватися істотні властивості і перевірятися здатність до тривалої роботи.
Назва «Wendelstein» — це назва гори Вендельштейн в Баварських Альпах. Попередні стелараторні проекти теж використовували назви гір (наприклад стелларатор побудований Принстонським університетом використовував ім'ям гори Маттерхорн).

### Пристрій
Головним компонентом Wendelstein 7-X є великий тороїд зовнішнього діаметра 11 м. У ньому обертається плазма укладена в магнітному полі таким чином, щоб не торкатися стінок. Магнітне поле виробляється 20 3,5-метровими пласкими магнітними котушками. Інші 50 не пласких магнітів слугують для цілеспрямованого впливу на магнітне поле.
Рідкий гелій, охолоджений до температури біля 4 K, охолоджує магнітні котушки для підтримки їх у надпровідному стані.
Основні елементи конструкції — камера для плазми, надпровідні магніти для утримання плазми, кріостат, пристрої для початкового розігріву плазми, системе спостереження і контролю, і дивертор для керування складом плазми.
Ізольований від тепла пристрій, необхідний для підтримки температури надпровідності котушок і магніту, має діаметр 16 м.

### Робота

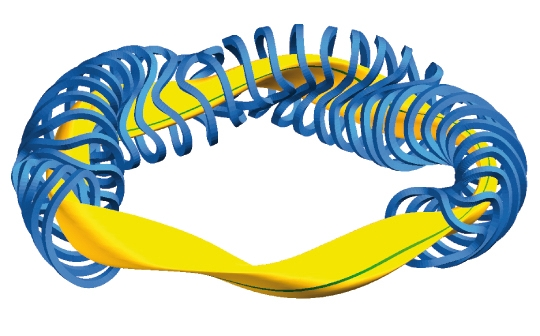
Схематичне зображення установки Вендельштайн: плазма жовтого кольору, дроти синього

Через відсутність системи активного охолодження протягом перших двох років роботи тривалість запусків на високій потужності 8-10 МВт обмежується тривалістю близько 5-10 с. Потім заплановано виробничу перерву приблизно півтора року, протягом якої планується доопрацювати установку в розрахунку на тривалу роботу.
Монтаж Wendelstein 7-X був завершений в травні 2014 року.
Перша фаза експериментів почнеться в 2015 році і закінчиться через 3 місяці. Замість колишніх планів одержання плазми за допомогою десяти тестових диверторів прийнято рішення обмежити першу плазму п'ятьма графітовими обмежувачами.
Друга фаза передбачає розширення обмежуючої діафрагми, установку тестових диверторів і комплектацію, і підключення компонентів, що контактують з плазмою — за планами фаза триватиме один рік.
Третя фаза з підключеними тестовими дивертор почнеться за планами в 2016 році.
Добудова повністю охолоджуваних диверторів високих теплових потоків в розрахунку на тривалу роботу займе приблизно 2 роки. У 2019 почнеться друга серія випробувань плазмовими імпульсами тривалістю в 30 хв.
У квітні 2015 року на сайті ITER повідомили, що магнітна система стелараторів вже охолоджена до робочої температури, вакуумна камера опечатана.
10 липня 2015. Надпровідна магнітна система (набір з 50 ізолюючих і 20 плоских керуючих котушок) пройшла перший іспит. Котушки спершу перевірялися по одній, потім живлення було подано на весь комплект котушок. Був досягнутий розрахунковий струм 12,8 кА. Отримані дані виявилися близькі до розрахункових. «Перша плазма» очікується до кінця 2015 року.
10 грудня 2015 року реактор запускали із гелієвою плазмою. А 3 лютого 2016 року — з водневою.
У вересні 2017 року реактор Wendelstein 7-X отримав захисну оболонку з графітових плиток, якими обкладені внутрішні стінки камери реактора. Це дозволило розігріти плазму до більш високих температур і утримувати її більш тривалий час. Крім цього в камері реактора встановлені спеціальні пристрої - дивертора, за допомогою яких можна контролювати щільність і рівень чистоти плазми, видаляючи з плазмового шнура частки домішок.
В ході останніх експериментів 2018 року, проведених на реакторі Wendelstein 7-X, була отримана високотемпературна плазма більшої щільності, збільшено час утримання плазми і зареєстрована рекордна на сьогоднішній день концентрація продуктів реакцій термоядерного синтезу. Все це вказує на те, що модернізація конструкції та оптимізація режимів роботи реактора принесли свої плоди. А зараз реактор Wendelstein 7-X проходить чергову модернізацію, готуючись до нових рекордів, які він почне встановлювати вже восени 2018 року.
На початку 2025 року, як повідомив ресурс LiveScience, в експерименті на установці Wendelstein 7-X вперше вдалося стабільно утримувати плазму при температурі 100 млн °C упродовж 8 хв. Це найдовший безперервний сеанс такого типу в історії досліджень термоядерної енергетики.
Ціль цих експериментів та вдосконалень полягає у підвищенні температури та концентрації компонентів реакції та подовдення часу їх утримання. Чим більша концентрація і температура, тим більша інтенсивність термоядерної реакції а отже і кількість виділеного тепла. При певних значеннях кількість виділеного тепла стає більше чим кількість енергії затраченої на початковий розігрів плазми. З іншої сторони, тим важче утримувати ці компоненти (у вигляді плазми) в магнітних полях (треба сильніші поля, можливо нові конфігурації полів), виникає потреба у керуванні складом плазми (бо склад міняється із-за реакції що протікає) і треба відводити тепло, що виділяється під час реакції (щоб все не розплавилось).